# 西北薩默塞特 (緬因州)
西北薩默塞特（英語：Northwest Somerset）是位於美國緬因州薩默塞特縣的一個未組織地區。

## 地方資料
西北薩默塞特的面積為1835.30平方千米，當中陸地面積為1701.90平方千米，而水域面積為133.40平方千米。根據2020年美國人口普查的數據，當地共有人口41人，而人口密度為每平方千米0.02人。